# 사쿠라다 슈세이
사쿠라다 슈세이(일본어: 桜田 修成, 1962년~)는 일본의 시민 운동가로, 극우 단체 새로운 사회 운동의 대표이다.

## 주장·활동
2013년 2월 9일 도쿄도 신오쿠보에서 사쿠라다 슈세이·새로운 사회 운동의 주최로 "조선인 추방! 한류 박멸 데모 in 신오쿠보"라는 시위가 열리면서 한국인에 대한 멸시, 한국을 비판하는 발언을 하였고, 이 시위를 본 아리타 요시후는 "비정상적인 데모시위이며 국회에서도 문제가 된다"며 비판하였고, 이를 실현시키는 형태로 배타주의·인종주의 반대 집회를 열었다.

## 체포
2015년 5월 5일에는 도쿄도 가스미가세키 경제산업성 앞 탈원전을 주장하는 단체가 설치한 텐트에서 폭행한 혐의로 현행범으로 체포되었다. 또한 2014년 9월에 도내에서 열린 재일 조선인들에 대한 상대에게 폭행을 했다는 피해 신고가 나와있으며, 경시청은 향후 이 사건에 대해서도 사쿠라다 슈세이를 조사할 방침으로 5월 7일에는 2014년 9월 7일의 시위에서 슈세이의 시위에 항의를 한 참가자에게 막대기를 찔러 폭행 혐의로 체포하였다.

## 같이 보기
- 사쿠라이 마코토